# 203-й гвардейский авиационный полк
203-й отдельный гвардейский авиационный Орловский полк (самолётов-заправщиков) — авиационный полк в составе ВВС России.

## История наименований полка
- 412-й тяжёлый бомбардировочный авиационный полк (до конца 07.1941);
- 432-й тяжёлый бомбардировочный авиационный полк (до 03.12.1941);
- 746-й отдельный авиационный полк дальнего действия (до 18.09.1943);
- 25-й гвардейский авиационный Орловский полк дальнего действия (до 26.12.1944);
- 25-й гвардейский бомбардировочный авиационный Орловский полк (до 15.12.1945);
- 203 гвардейский тяжелобомбардировочный авиационный Орловский полк дальней авиации
- 203-й отдельный гвардейский авиационный Орловский полк самолётов-заправщиков;
- Войсковая часть (Полевая почта) 26355 (до 1994 года);
- Войсковая часть (Полевая почта) 24758 (после 1994 года).

## История

### Великая Отечественная война
В начале Великой Отечественной войны выявился ряд проблем в полках дальней авиации: недостаточное прикрытие истребителями, недостаточные высоты бомбометания, недостаточный радиус действия. Для ударов по глубокому тылу противника требовались новые бомбардировщики и экипажи, умеющие на них летать.
6 июля 1941 года после приказа Наркомата обороны началось формирование 412-го авиационного полка особого назначения, вооружённого бомбардировщиками ТБ-7 (Пе-8). На базе в Монине личный состав формирующегося полка изучал теорию и проходил различные тренировки, в том числе в барокамерах, а в Казани тренировался на ТБ-7, производимых на местном заводе. Полк вошёл в 81-ю бомбардировочную авиадивизию (в дальнейшем переформированную в 3-ю гвардейскую авиадивизию).
В ряды лётчиков полка вошли специально отобранные опытные лётчики из числа лётчиков-испытателей НИИ ВВС и НИИ ГВФ, а также Полярной авиации и линейных пилотов ГВФ: Герой Советского Союза М. В. Водопьянов (который вскоре возглавил дивизию), Герой Советского Союза А. Д. Алексеев, Э. К. Пусэп, А. П. Штепенко, Б. А. Кубышко, М. В. Родных, Л. В. Сумцов, В. М. Обухов, С. А. Асямов.
В августе 1941 года полк сменил нумерацию и стал называться 432-й авиационный полк дальнего действия. Полк базировался на аэродроме Ковров.
8 августа авиадивизия получила приказ Верховного главнокомандующего:
Т-щу Водопьянову

Обязать 81-ю авиадивизию во главе с командиром дивизии т. Водопьяновым с 9.08 на 10.08 или в один из следующих дней, в зависимости от условий погоды, произвести налёт на Берлин. При налёте кроме фугасных бомб обязательно сбросить на Берлин также зажигательные бомбы малого и большого калибра. В случае если моторы начнут сдавать по пути на Берлин, иметь в качестве запасной цели для бомбежки г. Кёнигсберг.

И. Сталин

8.08.41
Бомбардировки начались 10 августа с аэродрома Пушкин в Ленинградской области. В налёте принимали участие восемь бомбардировщиков ТБ-7. Начало бомбардировок оказалось крайне неудачным. Первый же самолёт был сбит собственными истребителями и зенитной артиллерией, второй не дошёл до цели, сев на аэродром с 11 пробоинами. У одного из самолётов отказали двигатели при взлёте, ещё один из-за схожих проблем был вынужден вернуться на базу, сбросив бомбы за 370 км от Берлина. Из четырёх самолётов, всё-таки отбомбившихся по Берлину, только один вернулся на базу, два совершило вынужденные посадки, один разбился недалеко от аэродрома. Среди самолётов, совершивших вынужденную посадку, был и самолёт командира дивизии Водопьянова.
Для полка, имевшего численность в 12 бомбардировщиков, потеря в одном вылете такого количества самолётов оказалась катастрофичной. 17 августа Водопьянов был снят с должности командира 81-й дивизии, но был оставлен в части в качестве командира экипажа. В качестве основной причины неудачи вылета была названа ненадёжность дизельных моторов М-40Ф. Но 10 августа — день первого боевого вылета полка — приказом Министра обороны СССР от 8 июня 1950 года был объявлен годовым праздником части.
3 декабря 1941 года полк был вновь переименован. Теперь он стал именоваться 746-й авиационный полк дальнего действия. Все выпущенные к тому времени в СССР ТБ-7 вошли в три эскадрильи полка. В документах полка сохранилось упоминание о формировании 4-й эскадрильи — эскадрильи истребителей охранения, но она так и не была сформирована.
Полк базировался на Ивановском аэроузле, а в качестве промежуточной посадочной площадки использовался аэродром в Кратове. С 20 апреля 1942 года он стал основным аэродромом базирования полка вплоть до 30 мая 1944 года.
В ходе обороны Москвы и в ходе контрнаступления советских войск полк наносил авиаудары по коммуникациям и железнодорожным узлам в тылу противника. Бомбардировкам подвергались железнодорожные станции, штабы, скопления войск противника в районе городов Смоленск, Витебск, Орша, Вязьма, Минск, Полоцк, Брянск, Старая Русса, Спас-Деменск, Невель. Порой самолёты полка использовались для заброса разведгрупп в тыл противника.
В мае 1942 года на базе полка был сформирован ещё один: 890-й авиационный полк дальнего действия. Оба полка входили в состав 45-й авиационной дивизии дальнего действия.
Летом 1942 года полк продолжал наносить удары по крупным железнодорожным узлам: Курску, Льгову, Орлу, Брянску, по аэродромам под Харьковом, Белгородом, Смоленском, Сещой, Боровской, Дугином, Шаталовом, по штабам в Харькове, Щиграх, Полтаве. Бомбили и немецкие тылы: Берлин, Варшаву, Кёнигсберг.
18 августа 1942 года полк был выведен из состава 3-й авиадивизии дальнего действия и подчинён непосредственно командующему дальней авиацией. Средняя разовая бомбовая нагрузка полка превышала 60 тонн, поэтому в условиях дефицита фронтовых бомбардировщиков, помимо бомбардировок глубокого тыла противника, полк порой принимал участие и в важнейших фронтовых операциях: в Сталинградской битве, в Курской битве. В ходе Курской битвы полк опробовал самую мощную авиабомбу в мире ФАБ-5000.
С конца июля 1943 года полк переориентировался на Ленинградский фронт, где атакам подвергались позиции тяжёлой артиллерии, обстреливавшей город.
Приказом наркома обороны от 18 сентября 1943 года полк был преобразован в 25-й гвардейский авиаполк дальнего действия.
В августе 1944 года полк приступил к освоению бомбардировщиков B-25 и B-24, полученных по ленд-лизу. С середины августа 1944 года полк базировался в Болбасове Витебской области. Весной 1945 года личный состав полка занимался восстановлением и перегонкой севших на вынужденные посадки в Венгрии, Югославии и Польше американских бомбардировщиков B-17 и B-24. Последние авиаудары в ходе войны полк наносил по Кёнигсбергу.

### Послевоенная история
Директивой Генерального штаба Красной Армии от 15 декабря 1945 года 25-й гвардейский Орловский полк переименован в 203-й гвардейский авиаполк с сохранением всех почётных наименований.
В 1948 году в 203-й полк первыми среди частей стали поступать новейшие бомбардировщики Ту-4, причём один из экипажей полка принимал участие ещё и в заводских испытаниях самолёта. Начиная с того же года полк регулярно принимает участие в воздушных парадах над Красной площадью и в Тушино.
В 1954 году опять же первыми из всех авиачастей страны полк получил реактивные бомбардировщики Ту-16. В 1955 года полк перебазировался в Барановичи. В 1957 году лётчики полка приняли участие в испытаниях на предельный радиус действия Ту-16.
В 1960 году полк получил сверхзвуковые бомбардировщики Ту-22. В 1965 году экипаж командира второй эскадрильи гвардии подполковника Осадчего впервые в СССР выполнил бомбометание на сверхзвуковой скорости.
В 1968 году полк испытывает ракету Х-22 и в том же году подтверждает, что полностью готов к боевому применению авиационного комплекса в составе ракетоносца Ту-22К и ракет Х-22.
В 1987 году лётчики полка впервые производят пуск ракеты на сверхзвуковой скорости.
В 1989 году четыре самолёта Ту-22 принимали участие в Афганской войне. В январе-феврале 1989 года они прикрывали действие авиации в близлежащих к Пакистану районах.

### История полка в России

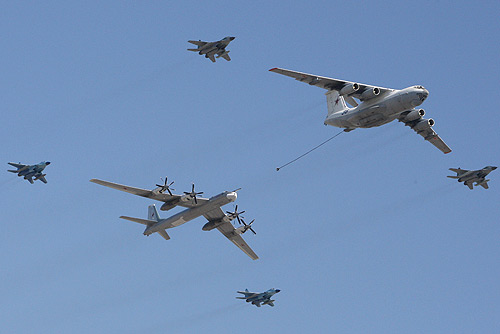
Имитация дозаправки Ту-95МС от Ил-78 на Параде 9 мая 2009 года

После распада СССР в 1994 году самолёты полка Ту-22 были перегнаны в город Энгельс на базу разделки, а знамя, номер и почётное наименование полка передано расформированному 1230-му авиационному полку самолётов-заправщиков, базировавшемуся в Энгельсе. Личный состав этого полка основой нового 203-го гвардейского Орловского авиационного полка (самолётов-заправщиков).
9 мая 1995 года в воздушной части военного парада в честь 50-летия Победы в Великой Отечественной войне принимал участие экипаж гвардии майора М. А. Малова на самолёте Ил-78.
В 2000 году полк перебазирован в Рязань на аэродром Дягилево в непосредственное подчинение командующему 37-й воздушной армией и стал единственным полком авиазаправщиков в авиации России.
В 2001 году в 60-летний юбилей создания полка был открыт музей гвардейского Орловского авиационного полка, сооружён памятник, посвящённый Героям Советского Союза, воспитанным в полку.
В 2005 году один Ил-78 полка участвовал в дозаправке в воздухе самолёта Ту-160, на котором находился Президент России В. В. Путин. Состав экипажа: командир корабля гвардии майор  В. Е. Уродовских; лётчик-инструктор гвардии полковник Д. Л. Костюнин. В том же году один Ил-78 полка принимал участие в совместных российско-китайских учениях.
В 2006 году экипаж полка принимал участие в обеспечении беспосадочного перелёта самолёта Су-30 и совместного участия в авиационном празднике «Орёл победы-2006», проводившемся в городе Чжанцзяцзе (КНР).
Самолёты-заправщики Ил-78 принимали участие в воздушной части Парадов Победы на Красной площади в 2008 и 2009 годах. 1 декабря 2009 года полк расформирован приказом А. Сердюкова. С декабря 2013 года полк восстановлен.

## Командиры
- Полковник Лебедев В. И. с 1941
- Майор Егоров Н. Д. с 1942
- Подполковник Абрамов В. А. с 1943
- Подполковник Лисачёв И. Т. с 1947
- Подполковник Мосолов А. И. с 1948
- Подполковник Дмитриев В. В. с 1950
- Полковник Фёдоров Г. Г. с 1951
- Полковник Иванов А. В. с 1952
- Подполковник Савин И. К. с 1954
- Подполковник Болысов А.И, с 1956
- Подполковник Болдинский В. И. с 1960
- Подполковник Гамала А.Г, с 1961
- Подполковник Волков А. Н. с 1966
- Подполковник Долгих А. В. с 1969
- Подполковник Шукшин B.C. с 1970
- Подполковник Борисенко В. Г. с 1972
- Подполковник Столяров Л. Е. с 1979
- Полковник Татарченко В. Н. с 1982
- Подполковник Манхаев С. А. с 1987
- Подполковник Каширин В. И. с 1989
- Полковник Зацепин А. К. с 1992
- Полковник Матусевич Н. К. с 1995
- Полковник Прозоров В. В. с 1998
- Полковник Костюнин Д. Л. с 2004
- Полковник Максимов М. Б. с 2008
- Полковник Афиногентов Д.А. с 2020
- Полковник Иванов А.С. С 2022

## Награды
- За успешные бомбардировки противника в районе города и станции Орёл в ходе Курской битвы приказом от 27 мая 1944 года полку было присвоено почётное наименование «Орловский». На сегодняшний день это единственная воинская часть, имеющая данное почётное наименование.

- За годы войны полк шесть раз удостаивался благодарности Верховного Главнокомандующего — за освобождение Орла, Брянска, Гомеля, Риги, Данцига и Кёнигсберга.

## Отличившиеся воины
Герои Советского Союза:

За годы Великой Отечественной войны 11 лётчиков полка были удостоены звания Героя Советского Союза.
- Асямов Сергей Александрович,
- Додонов Александр Сергеевич,
- Ищенко Николай Александрович,
- Обухов Василий Михайлович,
- Пусэп Эндель Карлович,
- Романов Сергей Михайлович,
- Сугак Сергей Савельевич,
- Ушаков Сергей Фёдорович,
- Чурилин Арсений Павлович,
- Шатров Фёдор Анисимович,
- Штепенко Александр Павлович

 Кавалеры ордена Славы трёх степеней.
- Власов, Павел Фёдорович, гвардии младший лейтенант, начальник связи авиационной эскадрильи.
- Сарнычев, Николай Максимович, гвардии старший сержант, воздушный стрелок-радист.

16 человек было награждёно Орденом Ленина, 29 — орденом Красного Знамени, 420 — орденом Отечественной войны 1-й степени, 28 — орденом Отечественной войны 2-й степени, 372 — орденами Красной Звезды, 2 — орденом Славы 3-й степени, 3 — орденом Александра Невского.